# Вяйньярве
Вя́йньярве (ест. Väinjärve küla) — село в Естонії, у волості Ярва повіту Ярвамаа, північному березі однойменного озера.

## Населення
Чисельність населення на 31 грудня 2011 року становила 37 осіб.

## Історія
З 20 лютого 1992 до 21 жовтня 2017 року село входило до складу волості Коеру.